# 新界鄉議局大樓

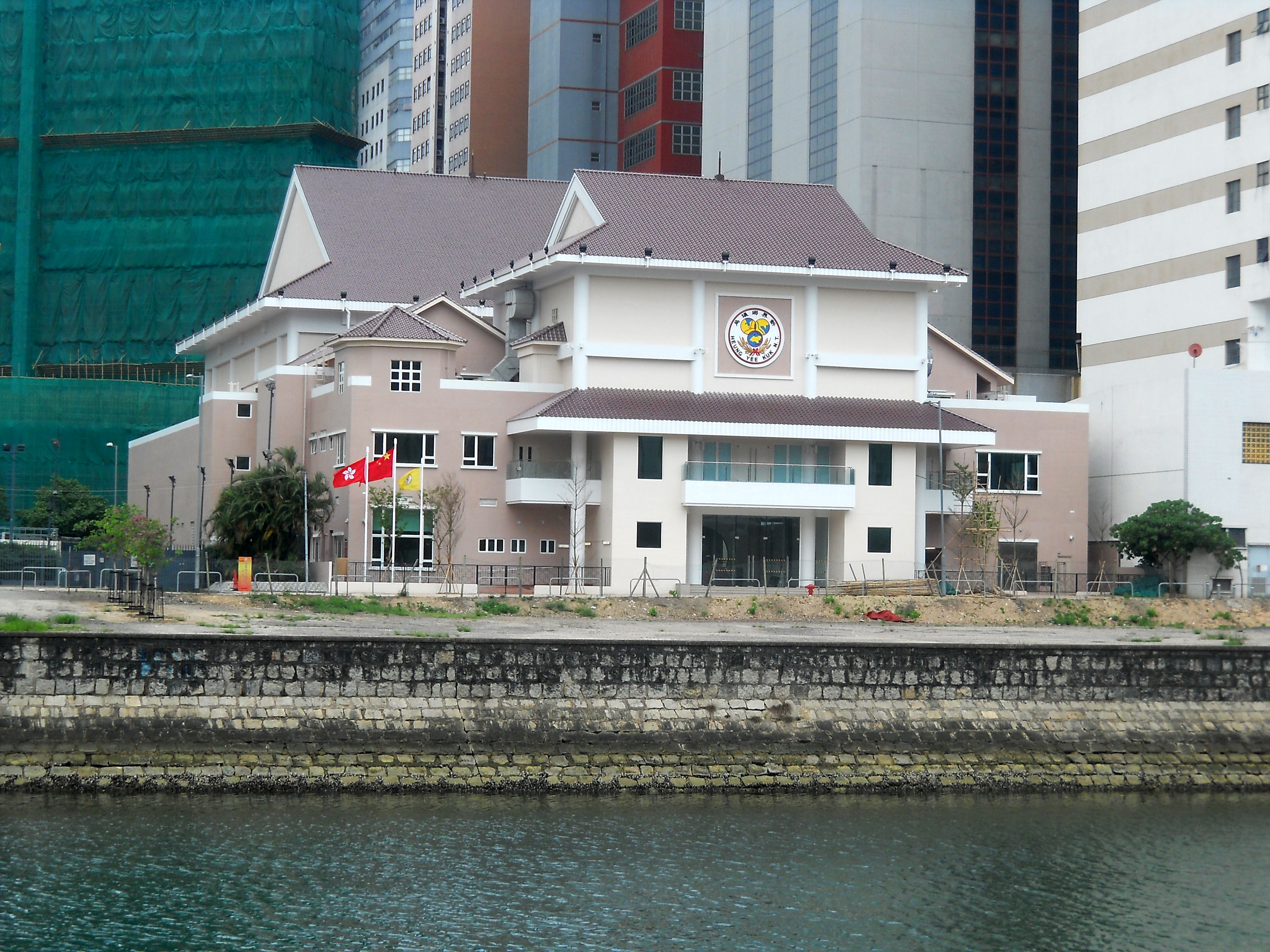
新界鄉議局大樓

新界鄉議局大樓（英語：Heung Yee Kuk New Territories Building）是新界鄉議局管理的綜合大樓，位於新界沙田石門安睦街30號，佔地4萬平方呎，樓高3層，由新界鄉議局管理，於2011年4月2日入伙，6月29日開幕。

## 歷史及簡介

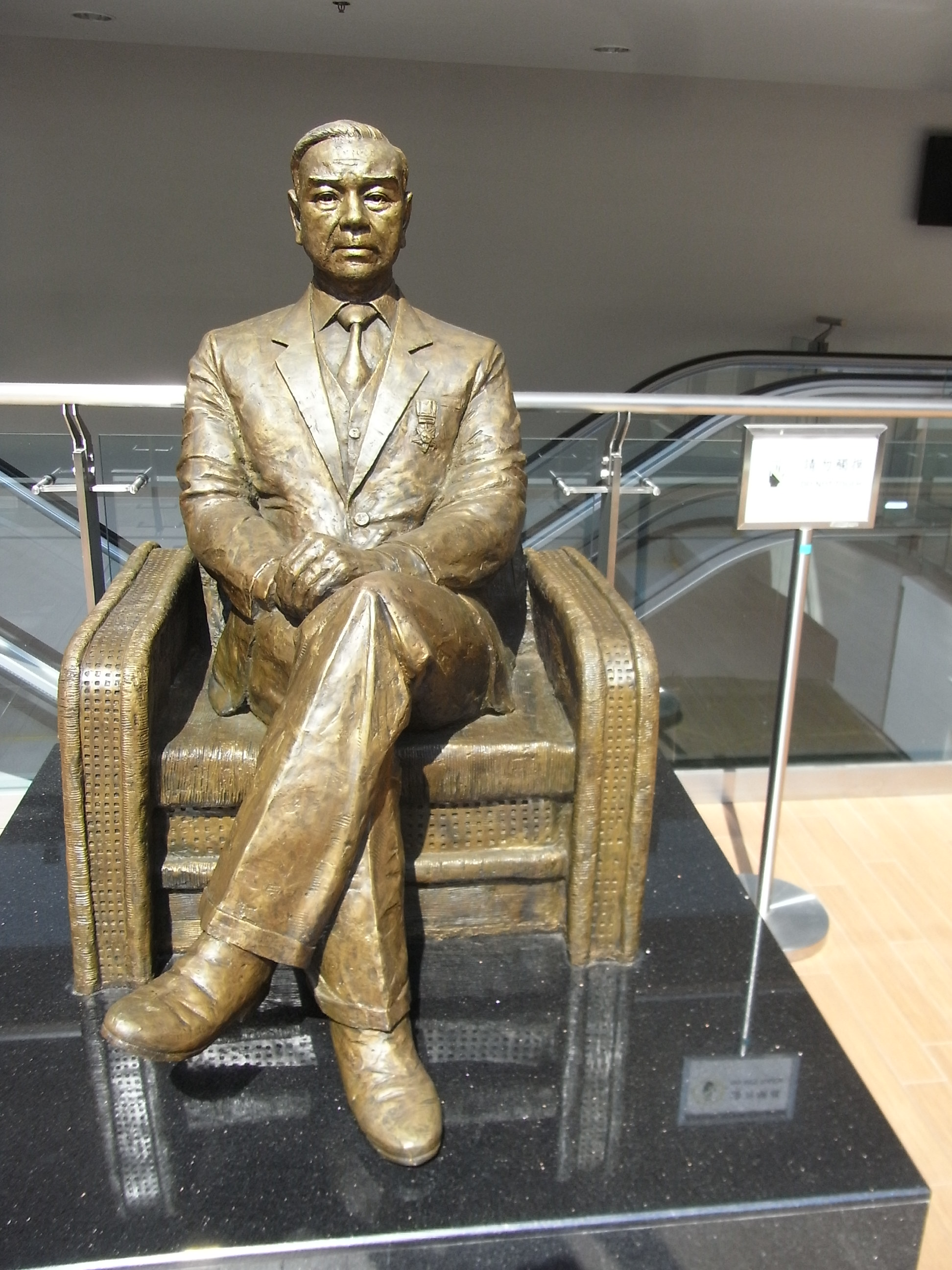
劉主席的銅像位於大樓的明顯位置

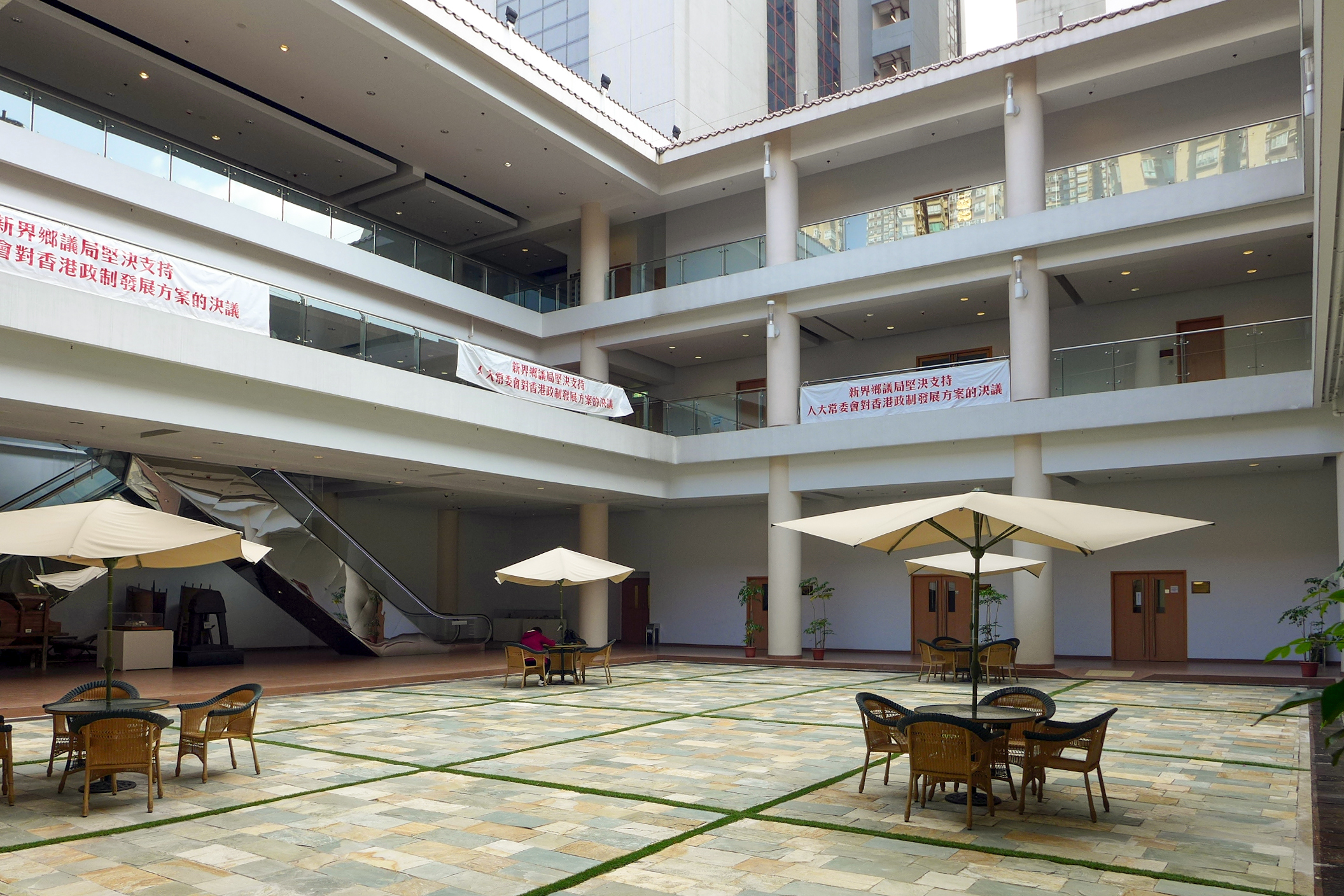
大樓中庭

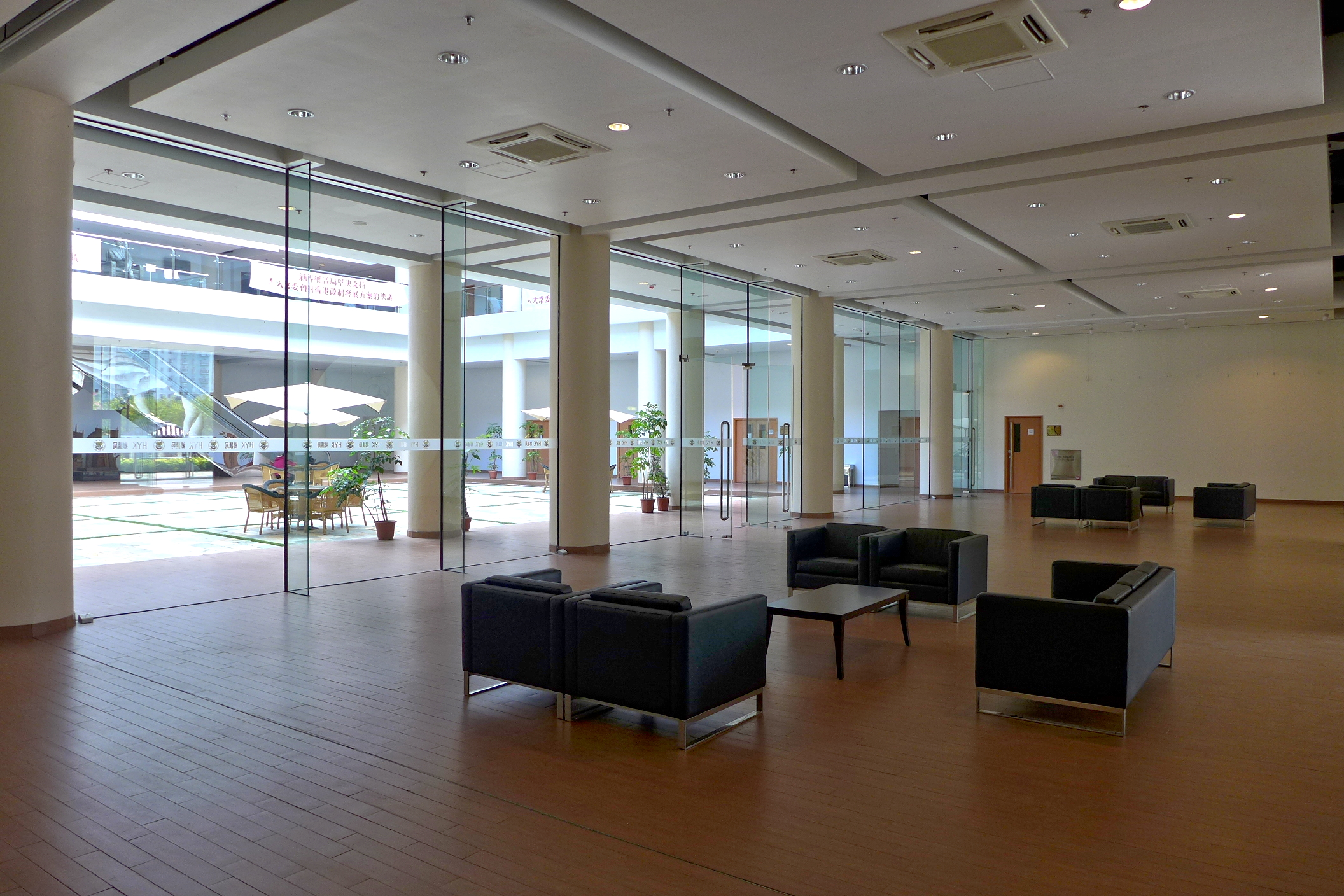
大樓入口大堂

2004年3月16日新界鄉議局主席劉皇發提議於沙田石門市地段547段（沙田城門河畔小瀝源安睦街地段）興建新局址，香港行政長官會同行政會議於2005年11月1日通過私人協約方式，以象徵式1,000港元地價撥出估值約3億元面積約4,240平方米的原商貿用地皮，用地為期50年，鄉議局成立由林偉強副主席領導的籌建新局址專責小組，並由「香灼璣建築師事務所」負責設計。新局址採用南中國鄉僑大宅作為設計模式，以「維護傳統，走向未來」為主題，透過三進空間的佈局體現多元使用的內外層次，內部將有粵劇館、多功能禮堂、展覽館、圖書館、活動室和新界文物館等設施，弘揚華夏文化藝術，維繫新界氏族文化精神。
新大樓樓高3層，樓面面積超過10萬平方呎，由「李景勳·雷煥庭建築師有限公司」擔任工程顧問，於2006年11月16日舉行動土典禮，2009年1月16日舉行新廈興工及奠基儀式，原本預計整項建築工程費約8,300萬港元，但因材料價格上升及提升設計質素後，有關工程超支至1億多元，加上一場金融海嘯，鄉議局資金緊絀，地盤停工消息不絕於耳，曾考慮出售九龍塘金巴倫道的局址，估計可套現1.2億至1.5億元，但得到城中富豪、香港賽馬會、鄉親、團體等大力支持下，包括劉鑾雄、田北俊、余國春等出資贊助，而1,500名村代表連續4年，每季每人捐出1,000元村代表金資助新大樓的建造費，使財政壓力大減，令現址可以保存。賽馬會透過其慈善信託基金撥款近4,200萬港元資助，捐款用作興建多功能禮堂和展覽廳，以及一個可容納1,200人、可供粵劇及其他表演的大禮堂；2010年8月3日晚上於九龍灣國際展貿中心舉辦籌款晚宴暨《諜海風雲》電影首映禮；8月5日舉行上樑典禮，政務司司長唐英年、中聯辦副主任黎桂康、馬會主席陳祖澤、民政事務局局長曾德成、發展局局長林鄭月娥和中聯辦新界工作部副部長張肖鷹擔任主禮嘉賓，工程預計於2011年農曆新年竣工。
2011年4月2日新界鄉議局大樓舉行入伙儀式，邀請了署理行政長官唐英年、中聯辦副主任周俊明、全國人大常委范徐麗泰、民政事務局局長曾德成、發展局局長林鄭月娥和中聯辦新界工作部部長陳卓等擔任主禮嘉賓。

### 興建圖集

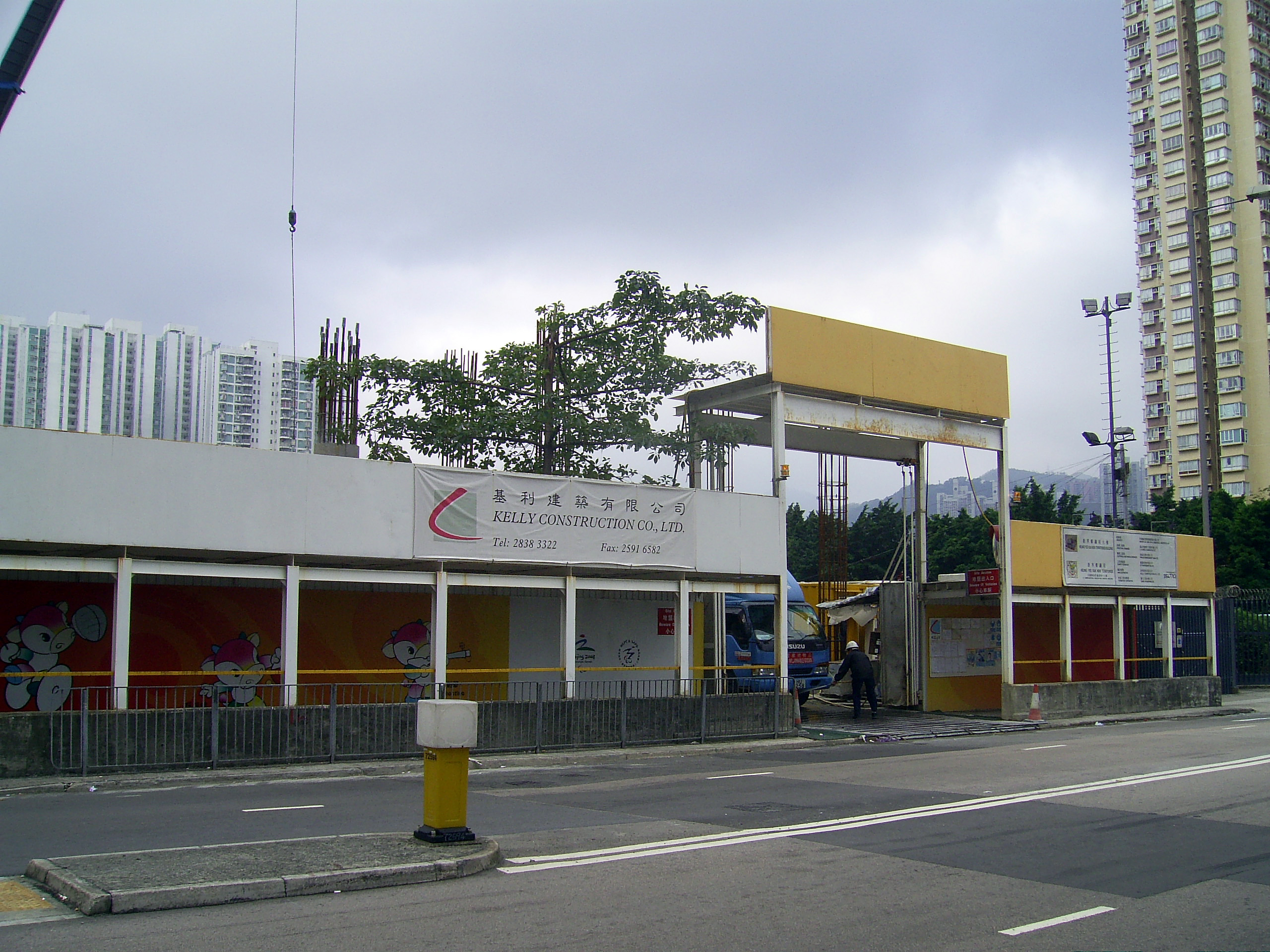
鄉議局大樓地盤
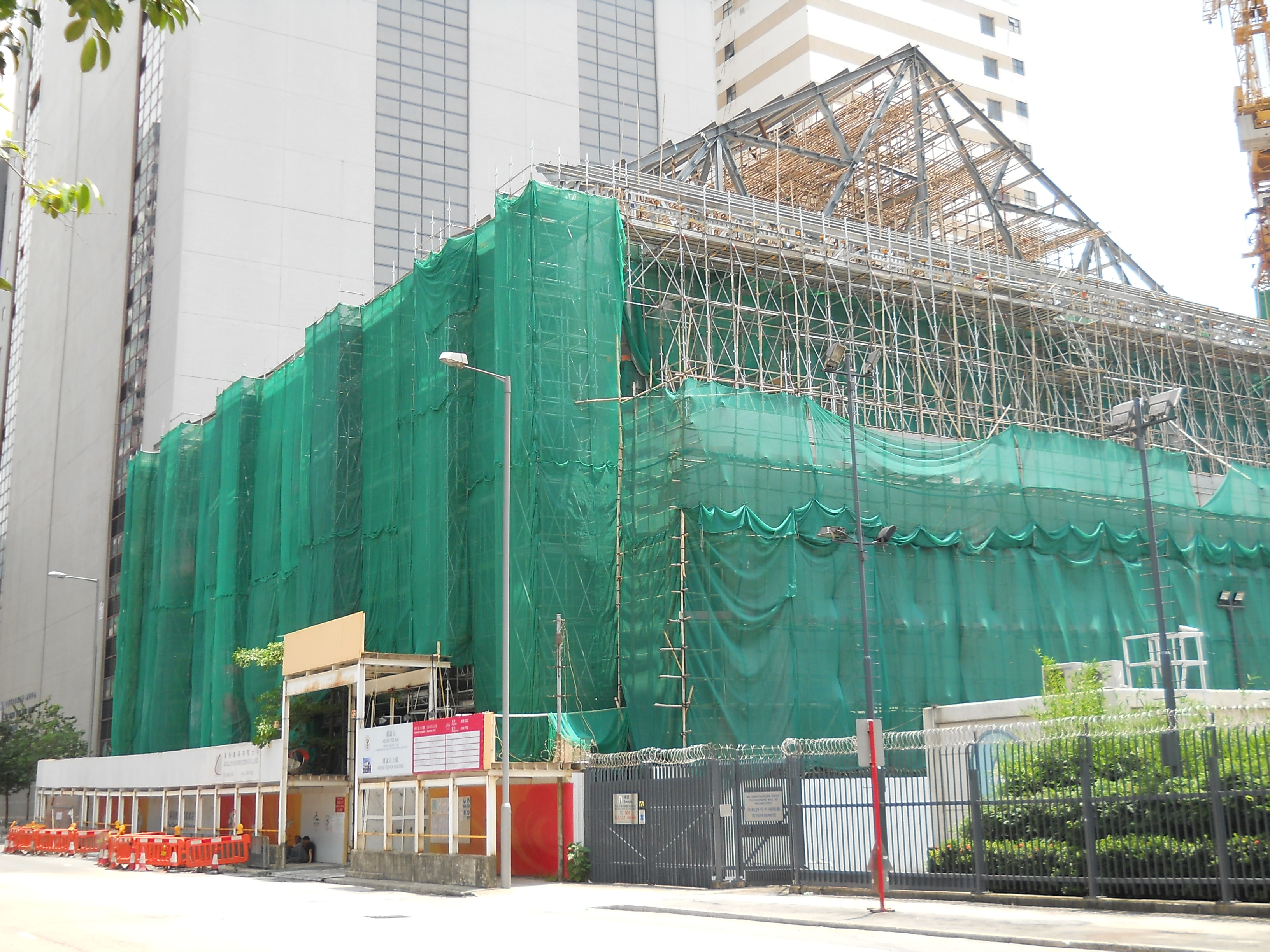
興建中的鄉議局大樓
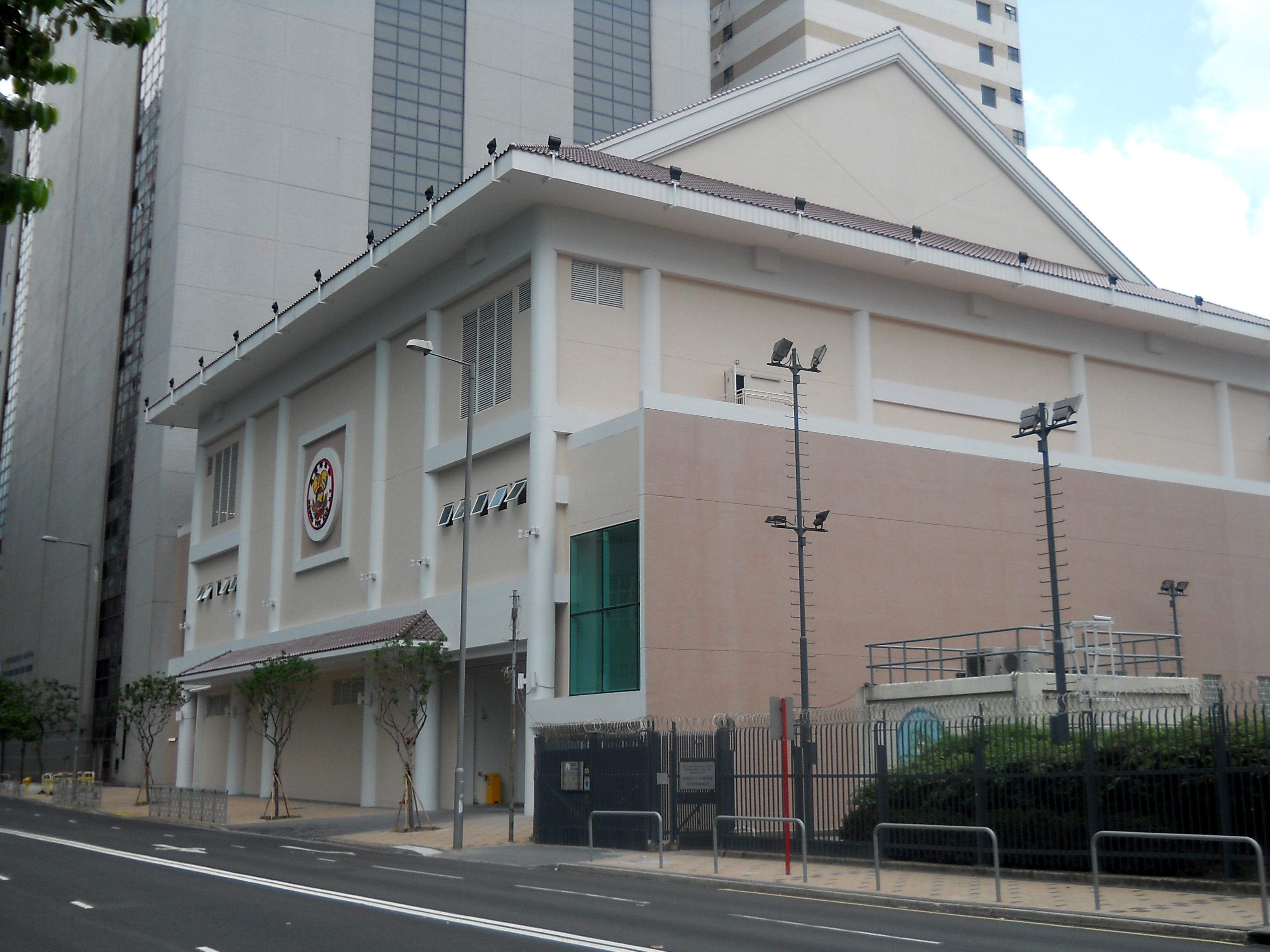
鄉議局大樓後座

## 設施

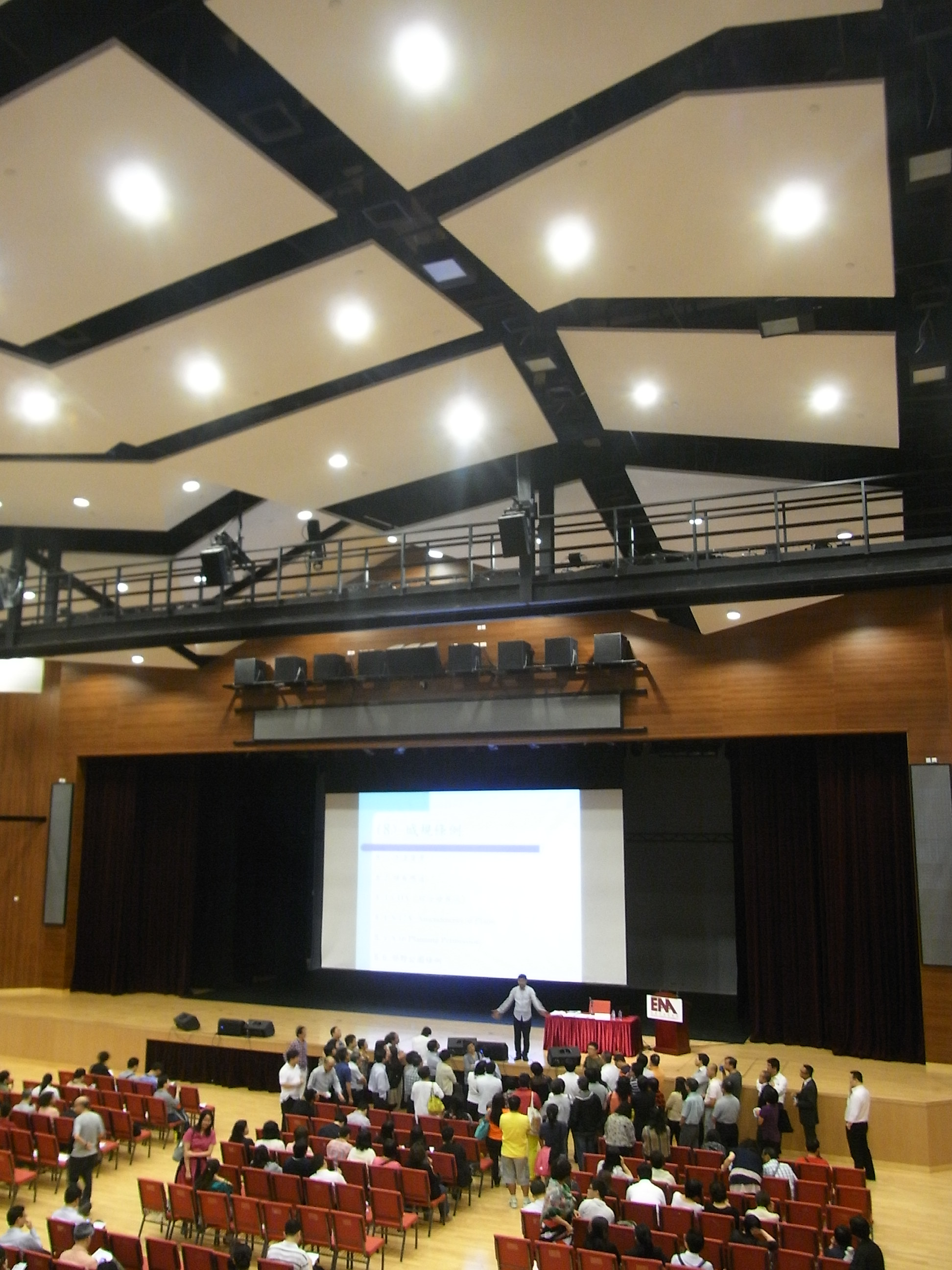
大劇院是室內最大的一個多用途房間

鄉議局大樓設有大劇院、演奏廳、展覽廳、會議室及活動室等設施。

### 大劇院
位於一樓的大劇院，堂座面積854平方米，共有約1225個座位，而樓座面積則為166平方米，共有113個座位，可供舉行大型舞台表演、集會、研討會、講座、會議、典禮、綜合晚會、酒會、宴會等活動。

### 演奏廳
位於1樓的演奏廳，面積300平方米，約有213個座位，可供舉行記者會、集會、講座、會議、典禮等活動。

### 展覽廳
位於地下的展覽廳，面積178平方米，可供舉行展覽、酒會、展銷及推廣活動。

### 會議室
位於1樓的會議室，面積96平方米，可供舉行會議、講座、興趣班等。

### 活動室
位於地下的活動室，面積67平方米，可供舉行排練及訓練班。
資料來源：

## 外部連結
- 鄉議局大樓官網 （页面存档备份，存于）
- 鄉議局新大樓簡介